# Het brein van Gobelijn
Het brein van Gobelijn is het 227ste stripverhaal van Jommeke. De reeks wordt getekend door striptekenaar Jef Nys.

## Personages
In dit verhaal spelen de volgende personages mee:
- Jommeke
- Flip
- Filiberke
- Pekkie
- Annemieke
- Rozemieke
- Marie
- Teofiel
- Professor Gobelijn

## Verhaal
In een oude fabriek, niet ver van Zonnedorp, vinden vreemde experimenten plaats. Ook professor Gobelijn is druk bezig. Zo druk zelfs dat hij niet meer tot rust komt. Om dit probleem op te lossen maakt hij een breinparkeerapparaat. Zijn herseninhoud tapt hij over naar het apparaat met als gevolg dat hij nu rustig kan slapen. Wanneer Filiberke enige tijd later hem slapend aantreft en een geschreven boodschap van Gobelijn doorleest, komt hij op het idee om de geleerdheid van de professor naar zijn hersen over te brengen. Filiberke verbaast dan ook iedereen in zijn buurt met zijn plotse geleerdheid. Hij heeft ook de verstrooidheid van de professor overgekregen. Jommeke vindt dit alles maar vreemd. Wanneer Filiberke hem de waarheid vertelt, luistert een vreemde figuur alles af. De rare man, professor Modest Helleborus, steelt het apparaat bij Gobelijn en ontvoert Filiberke. Uit Filiberkes hoofd tapt hij de geleerdheid van professor Gobelijn over naar zijn eigen hersenen. Wanneer Filiberke, gegijzeld door de boze professor goed en wel bij zijn positieven komt, kan hij via een GSM een, door hem eerder gemaakt, robotje bereiken. Het robotje komt Filiberke bevrijden. Samen met Jommeke en Flip gaat hij in een zelf gemaakt vliegend tuig, 'Ipsilon' genaamd, op zoek naar de boze professor. Intussen proberen Annemieke en Rozemieke professor Gobelijn weer een en ander te leren, want hij is immers al zijn geleerdheid kwijt. Jommeke tracht de hulp in te roepen van andere professoren maar professor Helleborus probeert deze geleerde mannen uit te schakelen. Uiteindelijk slagen Jommeke en Filiberke, na halsbrekende toeren, er toch in om het breinparkeerapparaat te bemachtigen en de boze professor te laten inrekenen door de politie.
Tot slot krijgen Gobelijn en de andere geleerden hun brein weer terug en
gaan ze tennissen.

## Achtergronden bij het verhaal
- In dit verhaal geraakt bekend dat Professor Gobelijn bij de Eurekanen hoort, de Orde der Slimste Koppen van de wereld.
- In dit verhaal vinden we Jommeke terug op een van de bollen van het atomium in Brussel.
- Een van de Miekes roept op zeker moment: "Kom van dat dak af! Nee! Nee! Nee! Van dat dak af!" naar Choco. Dit is een verwijzing naar Peter Koelewijns hit "Kom van dat dak af" uit 1960 en later.
- De oude fabriek is de cokesfabriek van Zwankendamme die dat jaar in 't nieuws kwam door de start van de bodemsanering, voorafgegaan door de sloop. Op het voorplan zie je transportbanden voor kolen en de kolentoren.[1]